# Басово (Железногорский район)
Ба́сово — деревня в Железногорском районе Курской области. Входит в состав Рышковского сельсовета.
Население — 73 человека (2010 год).

## География
Расположена в 25 км к юго-востоку от Железногорска на правом берегу реки Усожи. Высота над уровнем моря — 183 м. Деревня разделена на 2 части балкой Ближний Лог, в которой протекает ручей — приток Усожи.

## Этимология
Получила название от фамилии первозаимщиков — однодворцев Басовых, переселившихся сюда из села Солдатское.

## История
Земли по берегам реки Усожи активно раздавались служилым людям в царствование Михаила Фёдоровича Романова (1613—1645). Земельные участки (заимки) на Усоже, принадлежащие детям боярским Басовым, упоминаются в писцовых книгах с 1628 года. По версии исследователя Н. А. Благовещенского Басовы переселились сюда из села Солдатское нынешнего Фатежского района. Со временем к Басовым стали подселяться и другие служилые люди, заимка разрослась и превратилась в деревню. По данным 1683 года здесь проживали Басовы, Меньшины, Горбуновы, Гридины,  Очкасовы, Брежневы, Руцкие, Зенины, Сухоревы, Колоколовы, Селиверстовы.
В XVII—XVIII веках Басово входило в состав Усожского стана Курского уезда. Население деревни было приписано к приходу храма Архангела Михаила соседнего села Шатохино. В 1779 году Басово было включено в состав Фатежского уезда.
В XIX веке, помимо однодворцев, в деревне проживали крепостные крестьяне. По данным 9-й ревизии 1850 года крестьянами деревни Басова—Александрова тожъ владели поручик Александр Шалимов (44 души мужского пола) и капитан Николай Артюшков (10 д.м.п.). В 1861 году Басово вошло в состав Игинской волости Фатежского уезда.
В 1862 году в бывшей частично казённой, частично владельческой деревне Басово проживало 322 человека (160 мужского пола и 162 женского), насчитывалось 24 двора. С 1880-х годов Басово числилось в составе Нижнереутской волости Фатежского уезда. В пореформенный период деревня состояла из двух общин. В 1900 году в Басово проживало 498 человек (240 мужского пола и 298 женского), а в 1905 году — 538 (по 269 мужского и женского пола).
После установления советской власти деревня становится административным центром Басовского сельсовета. Примерно в это же время из левобережной части Басова была выделена деревня Басово-Заречье. В 1924—1928 годах в составе Басовского сельсовета Нижнереутской волости Курского уезда. В 1928 году включена в состав Фатежского района. 
5 марта 1931 года в Басово был создан колхоз «Коммунист».
В 1935—1963 годах Басово находилось в составе Верхнелюбажкского района, затем возвращено в Фатежский район. В 1937 году в деревне было 29 дворов. 
Во время Великой Отечественной войны, с октября 1941 года, Басово находилось в зоне немецко-фашистской оккупации. Освобождена 13 февраля 1943 года лыжной ротой 16-го отдельного лыжного батальона под командованием старшего лейтенанта Терехова.
В 1950-е годы все колхозы Басовского сельсовета были объединены в один колхоз имени Ленина с центром в Басово. Его председателями были Николай Попов, Николай Васильевич Халин, Виктор Иванович Молошников, Александр Николаевич Грибанов, В. Н. Брежнев и другие.
В 1950-е годы в Басово на реке Усоже была построена гидроэлектростанция. Однако во время весеннего паводка в 1966 году плотина не выдержала напора воды и была разрушена.
В 1991 году Басово было передано из Фатежского района в Железногорский. 
В 2017 году, с упразднением Басовского сельсовета, деревня была передана в Рышковский сельсовет.

## Население
| 1862 | 1883 | 1905 | 1979 | 2002 | 2010 |
| ---- | ---- | ---- | ---- | ---- | ---- |
| 322  | ↗484 | ↗538 | ↘85  | ↘64  | ↗73  |